# Antonio de Gregorio y Verdugo
Antonio María de Gregorio y Verdugo Masnata y Quijada, marquès d'Esquilache i baró de Mamola (Nàpols, 8 de juliol de 1755 - 5 de febrer del 1842) fou un militar espanyol, tinent general dels Reials Exèrcits i Capità general de Mallorca. Era fill de Leopoldo de Gregorio, marquès d'Esquilache, qui ocupà càrrecs destacats en el regnat de Carles III d'Espanya, i de Maria Josefa de Verdugo, originària de Vic. Durant la guerra del francès fou membre de la Junta Suprema Central per Sevilla i exercí com a Capità general de Mallorca en 1810 i en 1813-1814. En 1829 va rebre la creu de l'Orde de Carles III.